# Лајнинген (Хунсрик)
Лајнинген (њем. Leiningen) општина је у њемачкој савезној држави Рајна-Палатинат. Једно је од 134 општинска средишта округа Рајн-Хунсрик. Према процјени из 2010. у општини је живјело 778 становника. Посједује регионалну шифру (AGS) 7140084.

## Географски и демографски подаци
Лајнинген се налази у савезној држави Рајна-Палатинат у округу Рајн-Хунсрик. Општина се налази на надморској висини од 448 метара. Површина општине износи 5,8 km². У самом мјесту је, према процјени из 2010. године, живјело 778 становника. Просјечна густина становништва износи 135 становника/km².